# مجموعة فاينيل

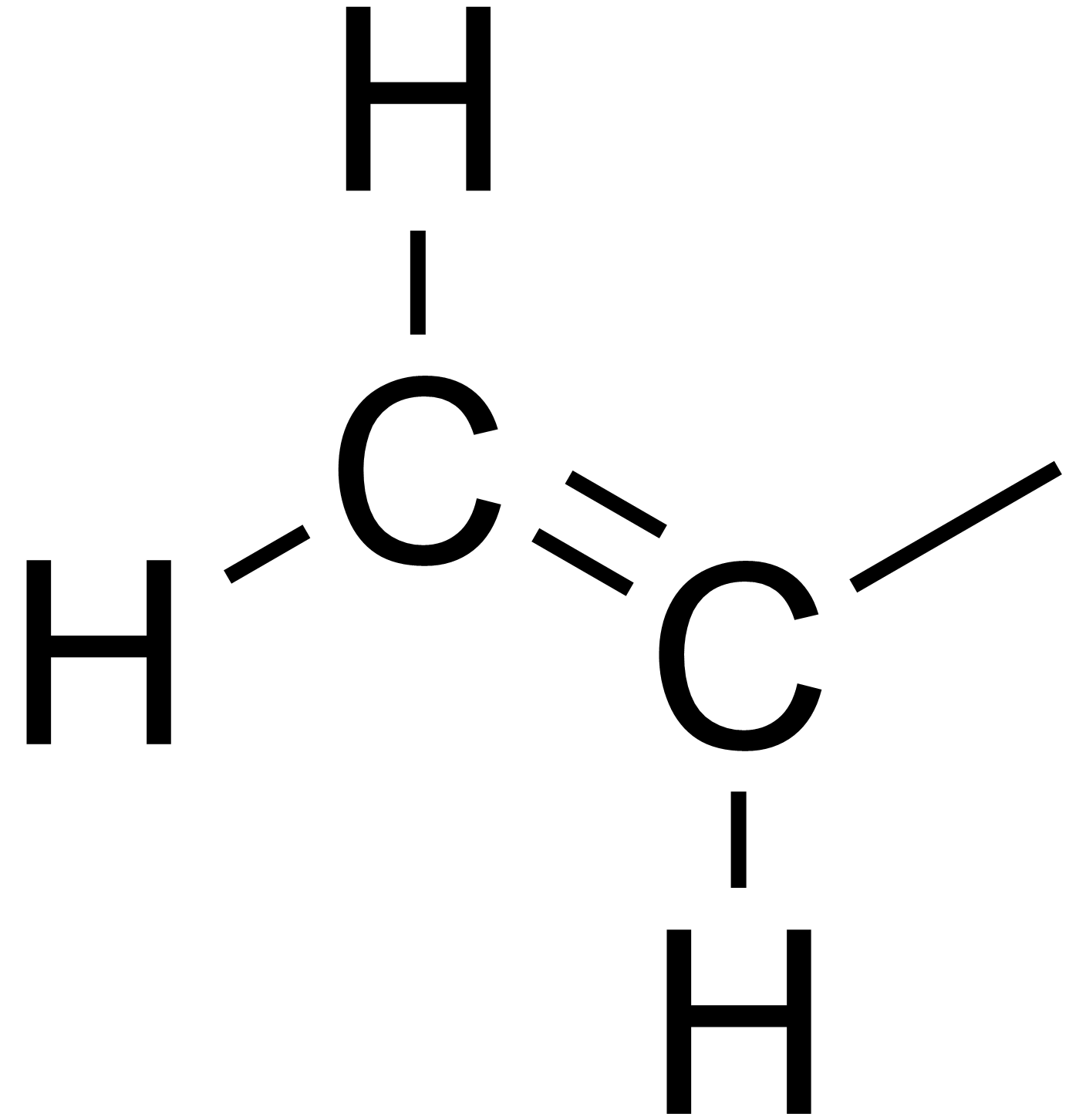
البنية الكيميائية لمجموعة الفاينيل الوظيفية

في الكيمياء، الفاينيل أو الفينيل أو الإيثينيل هي مجموعة وظيفية −CH=CH2، أي جزيء الإيثيلين (H2C=CH2) ينقصه ذرة هيدروجين. يستخدم الاسم أيضًا لأي مركب يحتوي هذه المجموعة، أي R−CH=CH2 حيث R أي مجموعة أخرى من الذرات.
ومن الأمثلة الصناعية المهمة كلوريد الفاينيل، طليعة كلوريد متعدد الفاينيل وهو بلاستيك معروف بالفاينيل.

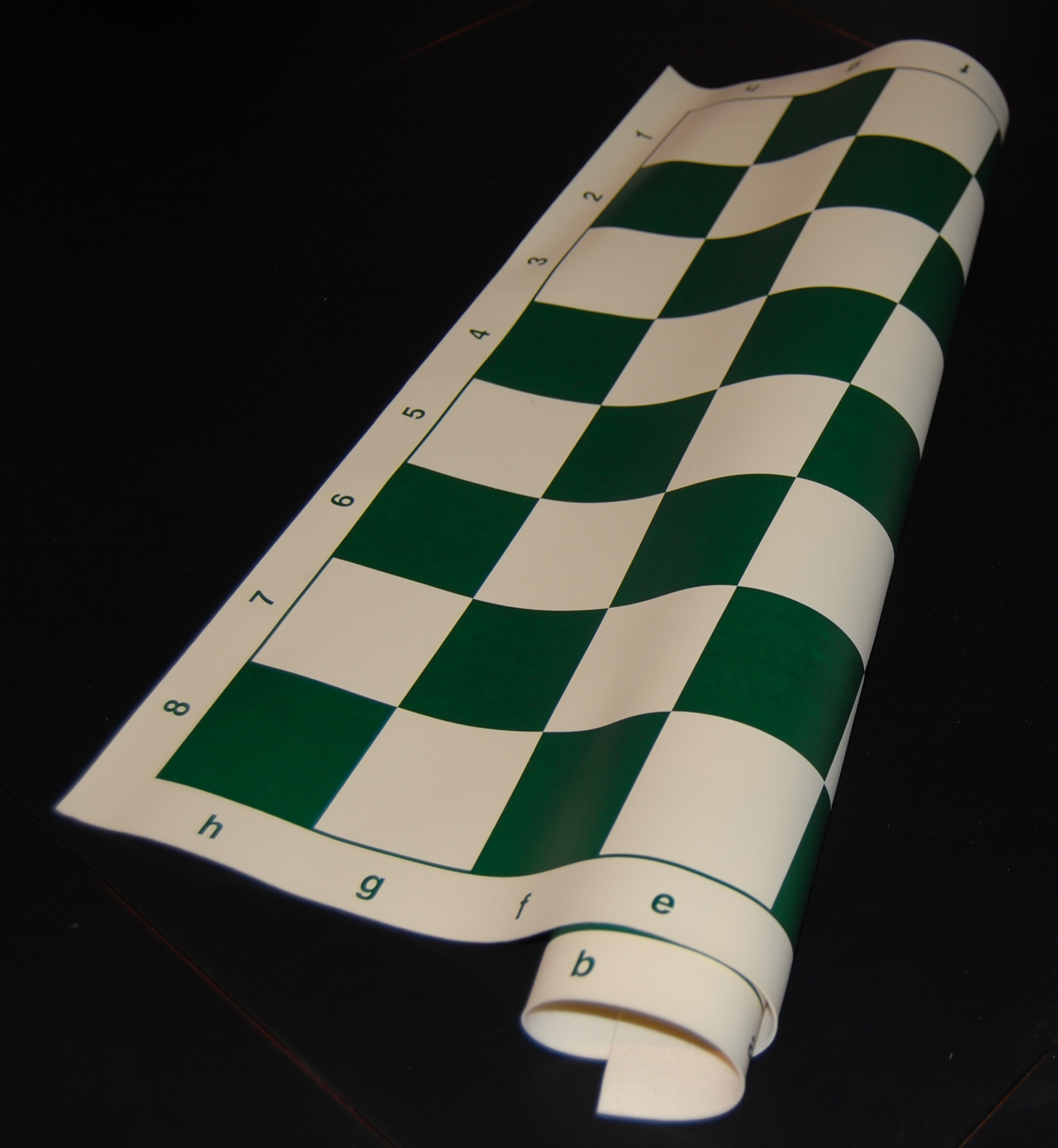
رقعة شطرنج مصنوعة من مادة الكلوريد متعدد الفاينيل

## بوليميرات الفاينيل
| مثال عن الموحود | مثال عن المكثور الناتج       |
| --------------- | ---------------------------- |
| كلوريد الفاينيل | كلوريد متعدد الفاينيل (PVC)  |
| فلوريد الفاينيل | فلوريد متعدد الفاينيل (PVF)  |
| أسيتات الفاينيل | أسيتات متعدد الفاينيل (PVAc) |

## اقرأ أيضًا
- لدائن